# Герб Кіндрашівки
Герб Кіндраші́вки — один з офіційних символів села Кіндрашівка, Куп'янський район Харківської області, затверджений рішенням сесії Кіндрашівської сільської рада.

## Опис
На лазуровому щиті з червоною главою і золотою облямівкою срібна квітка калини. На квітці — золота фігура солов'я. Герб облямований декоративним картушем і прикрашений сільською короною.
Червоний колір символізує мужність кіндрашівців, які билися з ворогами, і тих воїнів, які в лютому 1943 р. визволяли село. Квітка калини символізує примітність тутешньої місцевості. Зовнішній вінець її суцвіття має вісім квіток — стільки населених пунктів входять до громади Кіндрашівської сільради. Соловей означає багатство місцевості на цього співучого птаха і співучість місцевих жителів. Золота облямівка — символ Божої благодаті.